# Pholidoscelis erythrocephala
Espèce
Synonymes
- Lacerta erythrocephala Shaw, 1802
- Ameiva erythrocephala (Shaw, 1802)
- Ameiva nevisana Schmidt, 1920

Pholidoscelis erythrocephala est une espèce de sauriens de la famille des Teiidae.

## Répartition
Cette espèce est endémique des Petites Antilles. Elle se rencontre sur les îles de Niévès, de Saint-Christophe et de Saint-Eustache.

## Taxinomie
Cette espèce a été décrite sous le même nom, Lacerta erythrocephala, par Daudin en 1802, mais 7 mois après la publication de Shaw, c'est donc ce dernier qui a l'antériorité du descripteur original.

## Publication originale
- Shaw, 1802 : General Zoology or Systematic Natural History, vol. 3, no 1 (texte intégral).